# RWASAT-1
RWASAT-1 (acronimo per Rwanda Satellite-1) è stato il primo satellite del Ruanda.  
Il satellite, del tipo CubeSat, è stato realizzato dall'Università di Tokio per conto della Rwanda Utilities Regulatory Authority (RURA). Il lancio è stato effettuato il 24 settembre 2019 dal Centro spaziale di Tanegashima con un razzo vettore H-IIB, che ha trasportato il satellite alla Stazione Spaziale Internazionale; da qui è stato posto in orbita terrestre bassa il 20 novembre 2019.
RWASAT-1 aveva a bordo due telecamere per riprendere immagini terrestri, con lo scopo di controllare la situazione dell'agricoltura e delle foreste nel Paese.
Il satellite è rientrato nell'atmosfera il 27 aprile 2022.